# Vlag van Maaseik
De vlag van Maaseik werd door de gemeenteraad op 3 september 1980 officieel vastgesteld als de gemeentelijke vlag van de Belgisch Limburgse gemeente Maaseik. Op 1 december 1980 werd hij door het koninklijk besluit bevestigd en uiteindelijk gepubliceerd op 22 januari 1981 in het officiële Belgisch Staatsblad.
Officieel wordt de vlag beschreven als:
Vier even hoge banen van geel, van rood, van wit en van groen.
De kleuren van de vlag zijn afkomstig op het gemeentewapen. De stadsvlag vormt een combinatie van de oude  vlaggen van Maaseik, Neeroeteren en Opoeteren.

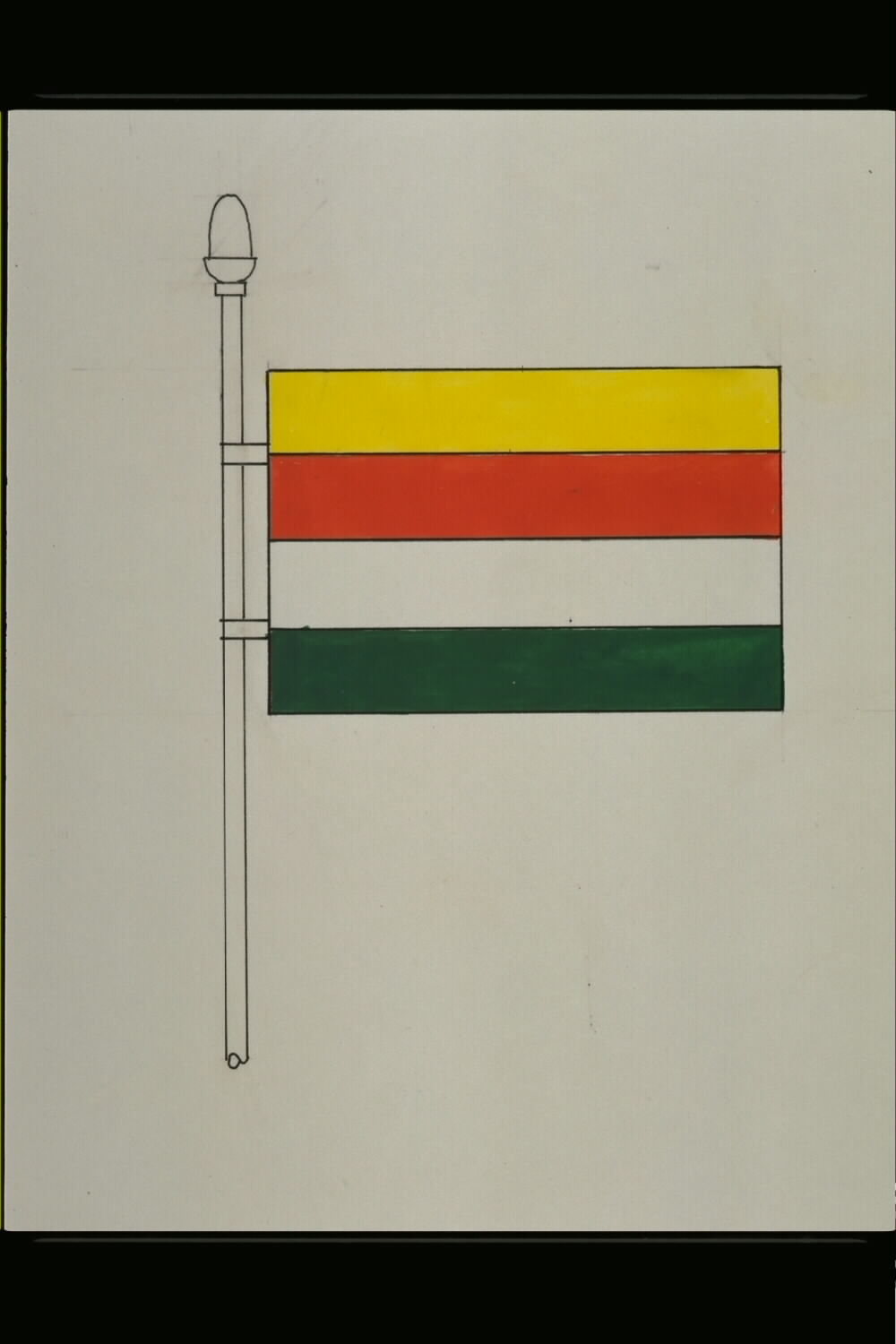
Officiële tekening van de vlag
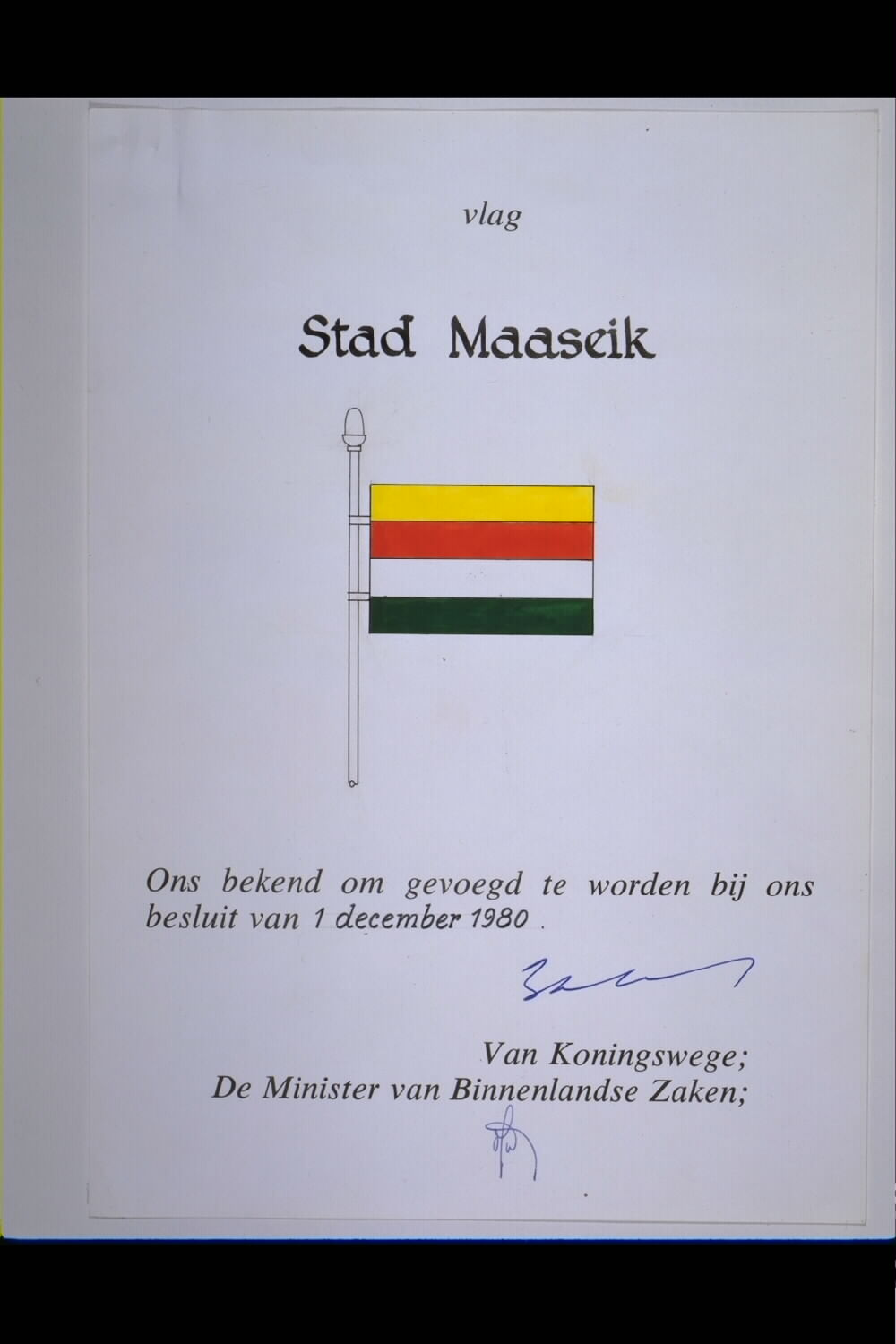
Ontwerp vlag getekend door Karel Poma
Oude wapen van Maaseik.
Oude wapen van Neeroeteren.
Oude wapen van Opoeteren.